# Мостни, Грет
Грет Мостни (нем. Grete Mostny Glaser; 1914—1991) — чилийская ученая-антрополог австрийского происхождения. Проводила археологические исследования для Чилийского национального музея естественной истории.

## Биография
Родилась 17 сентября 1914 года в Линце, Австро-Венгрия.
Окончила Венский университет, где писала диссертацию на тему одеяний Древнего Египта, но уехала из Вены в 1937 году из-за фашистской оккупации. Диссертацию окончила и защитила, получив докторскую степень, уже в Брюсселе, Бельгия, в 1939 году. Переехала с матерью и братом в Чили, где образовалась большая немецкая община бежавших из Рейха немцев и австрийцев.
Проводила археологические исследования в египетских городах Луксор и Каир. В конце войны была приглашена назад в Австрию, но предпочла стать в 1946 году натурализованной чилийской гражданкой. Провела ряд археологических исследований в Южной Америке. В 1954 году она участвовала в доставке в Чилийский национальный музей останков (мумию) ребёнка, найденного на горе Серро-Эль-Пломо, принесённого в жертву инками — мумия Пломо.
C 1964 по 1982 годы Мостни возглавляла Чилийский национальный музей естественной истории в Сантьяго, сменив на этом посту чилийского учёного-палеонтолога Humberto Fuenzalida Villegas (1904—1966).
Умерла от рака 15 декабря 1991 года в Сантьяго.
В Венском университете имеются документы, относящиеся к Грете Мостни, как жертве национал-социализма. На историко-культурном факультете университета с 2013 года отличившимся студентам вручается премия имени Греты Мостни.